# Братство чёрной крови
Black Blood Brothers (яп. ブラック・ブラッド・ブラザーズ Буракку Бураддо Бурадза:дзу) — серия «лайт-новел» Кохэя Адзано, в 2006 году адаптированная в аниме и мангу.

## Сюжет
Во время войны, названной Священной, вампир старых кровей Дзиро Мотидзуки по прозвищу «Серебряный клинок» (яп. 銀刀 Гинто:) нанёс поражение королю Колуна, а также уничтожил большинство Детей Колуна. Десятью годами позже Дзиро возвращается в Японию со своим маленьким братом, Котаро, в надежде, что они смогут попасть в «Особую зону», в город, где люди и вампиры живут в мире. Но они скоро осознают, что уцелевшие Дети Колуна готовят план проникновения в «Особую зону». Во время похода к «Особой зоне» Дзиро сталкивается с врагами из прошлого, которые, возможно, представляют опасность для «Особой зоны». Похищение Котаро одним из Детей Колуна заставляет Дзиро снова вступить в бой со старыми врагами.

## Шок Колуна
История началась в 1997 году, когда вампир, который позже был известен как Король Колуна, появился в Гонконге и начал обращать других. Дети Колуна отличаются от других семей тем, что человек укушенный ими, становится таким же вампиром без передачи ему вампирской крови. Любой другой вампир, также укушенный Ребёнком Колуна, тоже станет одним из Детей Колуна. Возник хаос, сделавший существование вампиров, которые до тех пор жили в тайне, известным всему миру. 
Конфликт достиг высшей точки в Гонконгском Крестовом походе, заключительном сражении, в котором люди и вампиры сотрудничали, чтобы истребить Детей Колуна. После крестового похода была создана Специальная Зона в Йокогаме, Япония — город для вампиров, где они могут жить. После войны было объявлено, что все вампиры были убиты и большинство людей не осведомлены о существовании Специальной Зоны. Дзиро Мотидзуки, известный как Серебряный клинок, герой Крестового похода, победивший Короля Колуна. Хотя при этом он потерял свою возлюбленную и был предан близким другом. После этого клан Колуна долгое время считался истребленным.

## Персонажи
Дзиро Мотидзуки (яп. 望月 ジロー Мотидзуки Дзиро:) — вампир старых кровей, сражается на стороне людей против Детей Колуна. Дзиро был превращён в вампира в Лондоне в 19-м веке. До этого он был лейтенантом в Имперском Японском военно-морском флоте. У него уникальная родословная — её называют кровь Мудреца. Он владеет длинной катаной, лезвие которой сделано из серебра. Во время войны, когда он победил большую часть Детей Колуна, его стали называть Серебряный клинок. Также в аниме его иногда называют «родственником-убийцей». Он уязвим для солнечного света и воды. Он был сожжен до костей от пребывания в океане слишком долго, также его тело выпускает дым под солнечным светом, даже если он под зонтиком. У него есть младший брат, Котаро, он тоже вампир, и через некоторое время Дзиро должен передать ему свою кровь. Полагается, что он является избранным защитником. Как избранный защитник он посвящён возвращению крови мудреца, который проживает в пределах его, и перерожденного тела Элис, то есть Котаро. Он сообщает Мимико, что как только Котаро вырастет, Дзиро возвратит ему кровь мудреца, его больше не будет здесь. Но так и не ясно, умрет (получив как любовь Элис, так и любовь Котаро) ли он, или просто отправится куда-то в странствия; в любом случае, Мимико обещает помочь ему избежать этой судьбы.
Сэйю: Такахиро Сакураи
Котаро Мотидзуки (яп. 望月 コタロウ Мотидзуки Котаро:) — десятилетний мальчик, младший брат Дзиро, который не показывает силу вампира. Хотя он имеет чрезвычайно высокую терпимость к боли, так как Дзиро строго наказывает Котаро за его проделки, он бросает его об землю, стены и Котаро при этом остаётся без повреждений, это можно увидеть почти в каждом эпизоде. Как комментирует Мимико, он, кажется, не является братом Дзиро после того, как увидела, что солнечный свет и вода не наносят вреда Котаро, в отличие от Дзиро. Дело в том, что они полностью отличаются друг от друга: Дзиро высокий, имеет чёрный цвет волос и синие глаза, а Котаро, наоборот, низкий, имеет белокурые волосы и голубые глаза. Котаро заявил, что они — братья, потому что они являются последними представителями очень редкой родословной. Они оба носят защитные очки у себя на шее. Котаро разговаривает также как и Элис и имеет тот же характер. Позже выявлено, что Котаро — перевоплощение Элис. Он не имеет никакой вампирской силы, потому что Дзиро ещё не возвратил ему кровь.
Сэйю: Оми Минами
Мимико Кацураги (яп. 葛城 ミミコ Кацураги Мимико) — человек, работающий миротворцем в «Особой зоне», её работа — поддерживать мирные взаимоотношения между людьми и вампирами. Она была сиротой, которую приняла к себе Компания, в которой она сейчас работает. Она добрый и чуткий человек и очень хочет помочь Дзиро и Котаро. После встречи с Дзиро она нарушает табу Компании и даёт ему испить своей крови, когда он был очень слаб. Мимико и Элис имеют похожие идеалы. Она — сильная и независимая женщина, которая пробует понять ситуацию Дзиро и помочь им. Она одинаково относится как к людям, так и к вампирам.
Сэйю: Рёко Нагата
Касандра Джилл Варлок (яп. カサンドラ・ジル・ウォーロック Касандора Дзиру Во:рокку) — вампир Старой Крови; Дзиро и Элис когда-то были её друзьями, однако она предала их и убила Элис. Её первоначальное оружие — цепочечный крест и катана. Позже выявлено, что она — Лорд семейства Варлок и является перевоплощением ведьмы Морганы. Её престижная родословная предоставляет её способность перемещение формы. Она была также первой, кого обратил основатель родословной Детей Колуна и после этого она стала изменником. В течение краткой беседы с Дзиро она утверждает, что её самые счастливые моменты были с Элис и Дзиро.
Сэйю: Миюки Савасиро
Зельман Клок (яп. ゼルマン·クロック Дзэруману Курокку) — 800-летний вампир, потомок легендарного бога-воина Ацуи (Асуры). Обладает магией огня; владелец одного из дворов в Особой зоне (тьмы). Лидер организации «Шабаш», которая доставляет ему пищу (людей). У героя довольно спокойный характер, но порой вызывающее поведение и насмешливые повадки. Зельман Клок — "благородный демон", имеющий свой кодекс чести и уважения к свободе. У него дикая природа и дьявольская харизма, излучающая определенное превосходство и величие во всем. С другой стороны, его личность приятнее, чем на первый взгляд. Приветливый злой властитель Дома Тьмы и самопровозглашенный «плохой парень», который не разделяет мировоззрения и высокомерия своего подчиненного Августа. Внешне выглядит как 20-летний парень с рыжими волосами в шапке и спортивном костюме, но несмотря на молодую внешность, он является самым старым из вампиров, которому все должны выказывать уважение. 
Сэйю: Дзюн Фукуяма

### Второстепенные персонажи
Сэй (яп. セイ) — Сэй зовётся Королём Драконов Востока, или «Ryū-Ō». Он управляет ночью Гонконга и Специальной Зоной, защищая Красную Кровь и Чёрную кровь. Он — прямой потомок хаотической родословной. Сэй также создал барьер и поставил ограничители, которые защищают Специальную Зону. Его глаза — «выключатель» для открытия и закрытия барьера. Когда он открывает свои глаза, барьер открывается, и наоборот. Он может превратиться в огромного золотого дракона, сделанного из чистой энергии. Перед началом истории Сэй выглядел как двадцатилетний парень. За прошедшие 10 лет он был рожден заново как маленький ребёнок. Даже при том, что он был рожден заново в такое «симпатичное» тело (как Дзиро выразился), Сэй серьезен и является одним из самых сильных вампиров в истории, что делает его весьма уважаемым. Он может приструнить любого вампира своей сильной аурой. У него также есть старшая сестра, названная Тёмной принцессой Севера.
Сэйю: Рэйко Такаги
Кейн Джил Ворлак — Следит за Сэйем. Раньше прислуживал Касандре и Элис. Герой священной войны, рыцарь Голубого волка.
Сэйю: Хироки Ясумото
Элис Сейдж — Возлюбленная Дзиро. Её род является первородным. Смысл существования в том, чтобы отдавать свою кровь без остатка, «род победивший смерть», так он становится бессмертным. Погибла во время колуновского шока.

## Аниме
| № серии | Название серии | Трансляция в Японии   |
| ------- | --- | --------------------- |
| 1       | Black Blood Brothers «Kuroki chi no kyōdai» (黒き血の兄弟) | 8 сентября 2006 года  |
| 2       | Compromiser «Conpuromaizā» (調停員(コンプロマイザー)) | 15 сентября 2006 года |
| 3       | Kowloon Child «Kūron chairudo» (九龍の血統(クーロンチャイルド)) | 22 сентября 2006 года |
| 4       | Old Blood «Ōrudo buraddo» (古血(オールド·ブラッド)) | 29 сентября 2006 года |
| 5       | Special Zone «Tokku» (経済特別解放区(トック)) | 6 октября 2006 года   |
| 6       | Coven «Kavun» (夜会(カヴン)) | 13 октября 2006 года  |
| 7       | Silver Blade «Gintō» (銀刀) | 20 октября 2006 года  |
| 8       | Protector «Goeisha» (護衛者) | 27 октября 2006 года  |
| 9       | Eleventh Yard «Irebun yādo» (第十一地区(イレブン·ヤード)) | 3 ноября 2006 года    |
| 10      | Order Coffin Company «Ōdā Kofin Kanpanī» (オーダー·コフィン·カンパニー) | 10 ноября 2006 года   |
| 11      | The Ocean «Umi» (海) | 17 ноября 2006 года   |
| 12      | For the Eternal Pulse of Mine Bloodline, I Would Offer This Blood in Totality «Waga kettō no eien naru kodō ga tame kono chi no subete o sasagen koto o» (我が血統の永遠なる鼓動がためこの血の総てを捧げんことを) | 24 ноября 2006 года   |